# بيير يوجين دو سيميتري
بيير يوجين دو سيميتيري (بالإنجليزية: Pierre Eugene du Simitiere)‏ (بالفرنسية: [pjɛʁ øʒɛn dysimtjɛʁ؛ من مواليد 18 سبتمبر 1737، في جنيف - والمُتوفى في أكتوبر 1784 في فيلادلفيا بولاية بنسلفانيا) هو عضو أمريكي من أصل سويسري في الجمعية الفلسفية الأمريكية، ورسام صور ومناظر طبيعية.

## سيرته الذاتية
وُلد بيير في جنيف بسويسرا. وبعد مغادرته سويسرا، أمضى أكثر من عقد في جزر الهند الغربية قبل أن ينتقل إلى نيويورك ثم فيلادلفيا. قام بتسمية نفيه اسمه بيير يوجين دو سيميتيير، أو بيير يوجين دو سيميتيري بعد أن استقر في فيلادلفيا. انتُخب عضوا في الجمعية الفلسفية الأمريكية في عام 1768، وأصبح واحدًا من أمناء المتحف (1777-1781).
وعمل دو سيميتيري كمستشار فني للجان التي صممت الختم العظيم للولايات المتحدة، وفي عام 1776 قدم أول تصميم مقترح لتضمين عين العناية الإلهية ، العنصر اعتُمد في نهاية المطاف. وعلاوةُ على ذلك، اقترح اعتماد شعار الولايات المتحدة (واحد من الكثرة) ("Out of Many، One"). كما قام بتصميم ختم نيو جيرسي، وديلاوير، وجورجيا. وفي عام 1779 ، رسم د. سيميتيري أول لوحة شهيرة لجورج واشنطن، التي استُخدمت فيما بعد في عملة سنت واحد من طراز 1791. وفي عام 1781، حصل على درجة فخرية من جامعة برينستون (التي كانت لا تزال تسمى كلية نيوجيرسي حتى عام 1896). تعلمت ابنة توماس جيفرسون مارتا دروس الرسم تحت إشراف دو سيمتيري.

## إرثه
أنشأ بيير أول متحف أمريكي للتاريخ الطبيعي من مجموعاته الشخصية التي تشكلت خلال رحلاته ومن خلال مشترياته. فتحه للجمهور في عام 1782، على مدى أربعين عامًا قبل متحف تشارلستون، الذي يعتبر بشكل عام الأول من بين جميع المتاحف الأمريكية.
تعتبر مجموعته من العملات المعدنية أول سجل في تاريخ الولايات المتحدة الأمريكية في وقت مبكر ليكون بمثابة ضمانات على قرض منحه له وليام ديلوين. تم بيع هذه المجموعة في وقت لاحق في مزاد علني من قبل ماثيو كلاركسون وإيبينزير هازارد، في 19 مارس 1785 في فيلادلفيا. تم تضمينه في البيع حيث إن القطعة رقم 19 عبارة عن «خزانة ماهوجني تحتوي على عملات وميداليات ذهبية وفضية ونحاسية قديمة وحديثة». سبقت هذه المبيعات جميع المبيعات في أتينيللي على مدار 43 عامًا وتعتبر بمثابة أول مزاد علني لبيع العملات المعدنية في أمريكا.